# Корпус (формирование)
Вижте пояснителната страница за други значения на Корпус.
Корпус (от латински: corpus – тяло, общо цяло) е постоянно или временно (експедиционен корпус) военно формирование (обединение).
Най-често терминът се употребява в съчетание за „армейски корпус“ (в сухопътните войски), както и за „въздушен корпус“ (във военновъздушните сили).
Води бойни действия във военно време самостоятелно (отделен корпус) или в състава на армия или фронт (група армии). В мирно време се използва за съвместна подготовка на личния състав от различни родове войски и обучение на висши чинове за командване на големи военни формирования.
Състои се от военни съединения (дивизии, бригади), части и подразделения от различни родове войски. Представлява междинно звено в структурата на въоръжените сили между дивизията и фронта (групата армии).
Наименованието може да се допълва, като се определя по няколко параметъра:
- според преобладаващия род войски (пехотен, ракетен, танков и т.н.);
- според присвоен номер в рамките на съответните въоръжени сили;
- (в миналото) според дислоцирането или произхода на състава;
- (неофициално) по името на командващия го офицер.

Според щата на въоръжените сили на СССР категорията командир на корпус се присвоява за офицер със звание генерал-лейтенант. По щат военновременният личен състав на корпуса е от 20 000 до 50 000 военнослужещи, в зависимост от въоръжените сили, към които принадлежи, и възлаганите задачи.

## История
Корпусът, като постоянно висше тактическо обединение, се появява в началото на XIX век във Франция, а по-късно и в други държави. По онова време се е състоял, като правило, от 2 дивизии.